# Zastava Sarajeva
Zastava Grada Sarajeva je razmjere 2:1, te se sastoji od svijetloplave pozadine i grba grada Sarajeva.
Upotreba zastave, regulirana je Odlukom o upotrebi grba, imena i isticanju zastave Grada Sarajeva iz 21. studenog 2000. godine.